# Астрикс (газовое месторождение)
Астрикс (англ. Asterix) — газовое месторождение, находится на глубине 1360 метров ниже уровня моря, расположено в 345 км от Санднессьоена на атлантическом побережье Норвегии. Открыто в марте 2009 года.
Газоносность связана с отложениями мелового возраста. По словам представителей компании, предварительная оценка позволяет говорить о доказанных запасах в объёме 16 млрд м³ (около 100 млн баррелей н. э.).
Оператором месторождения является норвежская нефтяная компания StatoilHydro, которой принадлежит 70 % лицензии на разработку норвежского шельфа. 20 % принадлежит компании Petoro, а оставшиеся 10 % — Norske Shell.